# Billy Collins Jr.
Billy Collins Jr., właśc. William Ray Collins Jr. (ur. 21 września 1961 w Nashville, zm. 6 marca 1984 w Antioch) – amerykański bokser pochodzenia irlandzkiego walczący w wadze półśredniej.

## Życiorys
Od najmłodszych lat trenował boks z pomocą swojego ojca Billy'ego Collinsa seniora. W wieku 13 lat stoczył pierwszą walkę. W karierze amatorskiej wygrał 101 ze 110 walk.
W czasie zawodowej kariery wygrał 14 walk, w tym 11 przez nokaut. W wieku 21 lat Billy Collins zmierzył się w nowojorskim Madison Square Garden z portorykańskim bokserem Luisem Resto. Bilans Resto przed walką z Collinsem to 20 wygranych walk (8 przez nokaut), 8 porażek i 2 remisy. Młody Amerykanin był zdecydowanym faworytem starcia, jednak walka od początku nie układała się po jego myśli. W czasie pojedynku z Resto, Collins otrzymał wiele silnych ciosów, co spowodowało opuchliznę jego oczu. Podczas starcia Billy Collins powiedział do swojego ojca, który był jego trenerem, „On jest o wiele silniejszy niż się spodziewałem. O wiele silniejszy!”, Billy Collins dotrwał do końca 10-rundowej walki mimo ogromnej opuchlizny twarzy. Po walce ojciec Collinsa, gratulując Resto, dotknął jego rękawic i zorientował się, że są one zbyt twarde. Natychmiast powiadomiono komisarza zawodów o możliwości oszustwa. W ringu zrobiło się zamieszanie. W obronie Resto stanął jego trener Panama Lewis, który krzyczał „To są te rękawice, które nam daliście!”. W szatni rękawice Lewisa Resto zostały ściągnięte w obecności sędziego. Rozpoczęło się śledztwo, które wykazało, że rękawice zostały pozbawione dużej części materiału ochronnego. Winnym oszustwa uznano trenera Panamę Lewisa, który w toalecie przed walką usunął materiał ochronny z rękawic. Uznano, że Lewis Resto wiedział o zaistniałej sytuacji. Bokser i jego trener nie przyznawali się do spreparowania rękawic. Mężczyźni przed walką spotkali się z handlarzem narkotyków, który potrzebował pieniędzy, a mógł je zdobyć, obstawiając u bukmachera wygraną Lewisa. Śledztwo wykazało, że taki zakład miał miejsce. Panama Lewis został skazany na 6 lat pozbawienia wolności, a Lewis Resto na 3 lata. Obaj spędzili w więzieniu po 2,5 roku. Walka Lewisa Resto z Billym Collinsem została uznana za nieodbytą. Billy Collins po walce nic nie widział. Badania wykazały zerwaną tęczówkę, co skutkowało uniemożliwieniem powrotu do walk bokserskich.
Amerykanin popadł w alkoholizm oraz depresję. Jego żona wraz z córką odeszła od niego. 6 marca 1984 Billy Collins rozbił się swoim samochodem w Antioch. Bokser zmarł przed przyjazdem karetki. Kolega Collinsa, który wtedy jechał razem z nim samochodem, przeżył wypadek. Lewis Resto przyznał się do winy po 25 latach od walki. Bokser wyznał, że oprócz spreparowanych rękawic bandaże, którymi były owinięte jego dłonie, zostały nasączone gipsem.